# ダリン・H・オークス

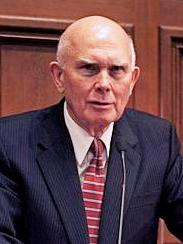
ダリン・H・オークス

ダリン・ハリス・オークス（Dallin Harris Oaks、1932年8月12日 - ）は、アメリカ合衆国の宗教指導者、元法学者、教育者であり、2018年以来、末日聖徒イエス・キリスト教会の大管長会の最高顧問を務めている。
その専門家としてのキャリアの中で、オークスはアメリカ合衆国大統領から合衆国最高裁判所の判事候補として2度検討された。1975年にジェラルド・R・フォードは最終的にジョン・ポール・スティーブンスを指名し、1981年にロナルド・レーガンは最終的にサンドラ・デイ・オコナーを指名した。